# このきち
このきちは、大阪府を拠点に活動する男女ユニット。
メンバーは、このともりきちから成る。所属事務所はBAKKY。

## 概要
2020年10月24日にBAKKYに所属していた高校生2人で結成されたことが発表された。
2021年3月6日に1st Single「はじめのいっぽ」がリリースされた。リリースから2ヶ月後にSpotifyプレイリスト「バイラルトップ50 - 日本」にて15位を獲得した。